# Adam Rydstedt
Lars Adam Rydstedt, född 6 april 1996 i Hudiksvalls församling i Hudiksvalls kommun, Gävleborgs län, är en svensk moderat politiker. 

## Biografi
Adam Rydstedt är en svensk politiker som sedan november 2022 är  kommunalråd i Hudiksvalls kommun och vice ordförande i kommunstyrelsen. 
Adam Rydstedt är uppvuxen i Hudiksvall och gick treårig ekonomisk linje på Bromangymnasiet i Hudiksvall. Han har därefter studerat statsvetenskap och nationalekonomi vid  Mittuniversitetet i Sundsvall.
Rydstedt blev politiskt aktiv vid 16 års ålder när han gick med i  Moderata Ungdomsförbundet (MUF). Han har varit ordförande för MUF i Hudiksvall och distriktsordförande för MUF i Gävleborgs län.
Efter valet 2014 invaldes Rydstedt i Hudiksvalls kommunfullmäktige, en position han fortfarande innehar. Under 2018 och 2019 arbetade han för Europaparlamentarikern Anna Maria Corazza Bildt i Europaparlamentet i Bryssel och Strasbourg.

### Idrottslig bakgrund
Rydstedt har en bakgrund inom simning och har bland annat vunnit Vansbrosimmet ungdomsklass och placerat sig väl i vansbrosimmningen. Efter sin aktiva simkarriär har han fortsatt som huvudtränare för Hudiksvalls Simsällskap. Han har även genomfört en svensk klassiker och en Ironman i Kalmar.